# Ichneumenoptera xanthosoma
Ichneumenoptera xanthosoma is een vlinder uit de familie van de wespvlinders (Sesiidae). De wetenschappelijke naam van de soort is voor het eerst geldig gepubliceerd in 1892 door George Francis Hampson.